# Peter Scott
Sir Peter Markham Scott (Londra, 14 settembre 1909 – Bristol, 29 agosto 1989) è stato un ornitologo, ambientalista, pittore e velista britannico.
Conservazionista, fu tra i fondatori del WWF.
Figlio di Robert Scott, lo sfortunato esploratore morto durante la spedizione al Polo Sud, fu lui a scegliere il panda come simbolo del WWF, in quanto secondo lui aveva la capacità di ispirare tenerezza e simpatia ed era facilmente riproducibile in bianco e nero.
Come atleta, nel 1936 alle Olimpiadi di Berlino vinse la medaglia di bronzo nella vela nella classe O-Jolle.

## Ascendenza
|                     |                           |                                       | Genitori                 |  |  | Nonni |  |  | Bisnonni     |  |  | Trisnonni    |  |
|                     |                           |                                       |                          |  |  |       |  |  | Robert Scott |  |  | Robert Scott |  |
|                     |                           |                                       |                          |  |  |       |  |  | Robert Scott |  |  | Robert Scott |  |
|                     |                           | Rebecca Bowden                        |                          |  |  |       |  |  | Robert Scott |  |  |              |  |
| John Edward Scott   |                           |                                       |                          |  |  |       |  |  | Robert Scott |  |  |              |  |
|                     |                           | Ann Myers Branson                     | John Edward Branson      |  |  |       |  |  |              |  |  |              |  |
|                     |                           | Ann Myers Branson                     | John Edward Branson      |  |  |       |  |  |              |  |  |              |  |
|                     |                           | Ann Myers Branson                     | Sarah Myers              |  |  |       |  |  |              |  |  |              |  |
| Robert Falcon Scott |                           | Ann Myers Branson                     |                          |  |  |       |  |  |              |  |  |              |  |
|                     |                           | William Bennet Cumming                | William Cumming          |  |  |       |  |  |              |  |  |              |  |
|                     |                           | William Bennet Cumming                | William Cumming          |  |  |       |  |  |              |  |  |              |  |
|                     |                           | William Bennet Cumming                | Hannah Bennett           |  |  |       |  |  |              |  |  |              |  |
| Hannah Cuming       |                           | William Bennet Cumming                |                          |  |  |       |  |  |              |  |  |              |  |
|                     |                           | Esther Day Wilson                     | George Wilson            |  |  |       |  |  |              |  |  |              |  |
|                     |                           | Esther Day Wilson                     | George Wilson            |  |  |       |  |  |              |  |  |              |  |
|                     |                           | Esther Day Wilson                     | Martha Day               |  |  |       |  |  |              |  |  |              |  |
| Peter Scott         |                           | Esther Day Wilson                     |                          |  |  |       |  |  |              |  |  |              |  |
|                     | James Bruce, II baronetto | Henry Hervey Aston Bruce, I baronetto |                          |  |  |       |  |  |              |  |  |              |  |
|                     | James Bruce, II baronetto | Henry Hervey Aston Bruce, I baronetto |                          |  |  |       |  |  |              |  |  |              |  |
|                     | James Bruce, II baronetto | Letitia Barnard                       |                          |  |  |       |  |  |              |  |  |              |  |
| Lloyd Stewart Bruce | James Bruce, II baronetto |                                       |                          |  |  |       |  |  |              |  |  |              |  |
|                     |                           | Ellen Hesketh                         | Robert Bamford Hesketh   |  |  |       |  |  |              |  |  |              |  |
|                     |                           | Ellen Hesketh                         | Robert Bamford Hesketh   |  |  |       |  |  |              |  |  |              |  |
|                     |                           | Ellen Hesketh                         | Frances ferch John Lloyd |  |  |       |  |  |              |  |  |              |  |
| Kathleen Bruce      |                           | Ellen Hesketh                         |                          |  |  |       |  |  |              |  |  |              |  |
|                     |                           | James Henry Skene                     | James Skene              |  |  |       |  |  |              |  |  |              |  |
|                     |                           | James Henry Skene                     | James Skene              |  |  |       |  |  |              |  |  |              |  |
|                     |                           | James Henry Skene                     | Jane Forbes              |  |  |       |  |  |              |  |  |              |  |
| Jane Skene          |                           | James Henry Skene                     |                          |  |  |       |  |  |              |  |  |              |  |
|                     |                           | Rhalou Rizos Rangavis                 | Iákōvos Rízos Ragkavī́s   |  |  |       |  |  |              |  |  |              |  |
|                     |                           | Rhalou Rizos Rangavis                 | Iákōvos Rízos Ragkavī́s   |  |  |       |  |  |              |  |  |              |  |
|                     |                           | Rhalou Rizos Rangavis                 | Zoe Lapati               |  |  |       |  |  |              |  |  |              |  |
|                     |                           | Rhalou Rizos Rangavis                 |                          |  |  |       |  |  |              |  |  |              |  |

## Palmarès
- Bronzo olimpico a Berlino 1936 (classe O-Jolle)